# Dwight Muhammad Qawi
Dwight Muhammad Qawi, nato Dwight Braxton (Baltimora, 5 gennaio 1953 – Camden, 25 luglio 2025), è stato un pugile statunitense, campione del mondo WBC dei pesi mediomassimi dal 1981 al 1983 e dei massimi leggeri dal 1985 al 1986.

## Biografia
Pugile afroamericano, Dwight Braxton nacque a Baltimora, nel Maryland, ma crebbe a Camden (New Jersey). In giovane età frequentò la criminalità e fu condannato per rapina a mano armata .

### Carriera
Braxton si avvicinò alla boxe nella prigione statale di Rahway dove trascorse circa cinque anni. Scarcerato nel 1978, divenne immediatamente un pugile professionista. Dopo 15 match, con 13 vittorie, una sconfitta e un pari, mise KO al settimo round l'ex campione del mondo dei pesi mediomassimi Mike Rossman.
Il 19 dicembre 1981 ad Atlantic City affrontò Matthew Saad Muhammad, uno dei combattenti più popolari della sua generazione, per il titolo mondiale WBC dei mediomassimi. Rendendogli 14 cm di statura, Braxton era sfavorito dal pronostico. Vinse invece per knock-out tecnico alla decima ripresa e conquistò per la prima volta la cintura mondiale. Poco dopo annunciò la sua conversione all'Islam e il cambiamento del nome in quello di Dwight Muhammad Qawi. Nel match di rivincita, il 7 agosto 1982, nella sua Filadelfia, sconfisse l'avversario per Kot alla sesta ripresa. 
Difese altre due volte il titolo battendo Jerry Martin ed Eddie Davis. Il 18 marzo 1983, per la riunificazione del titolo mondiale perse dal campione WBA Michael Spinks, già campione olimpico dei medi a Montreal 1976. Il verdetto ai punti giunse per decisione unanime con un margine compreso tra i tre e i quattro punti.
Successivamente Qawi salì nella categoria superiore dei pesi massimi leggeri, di nuova creazione. Ottenne un'altra serie di vittorie, sino a conquistare il titolo mondiale WBA, il 7 luglio 1985, battendo in Sudafrica il campione locale Piet Crous.
Dopo aver mantenuto la corona mondiale battendo l'ex campione del mondo dei pesi massimi Leon Spinks, già vincitore su Muhammad Ali, il 12 luglio 1986 accettò la sfida di Evander Holyfield, medaglia di bronzo a Los Angeles 1984. Ad Atlanta, città natale di Holyfield, Qawi perse soltanto ai punti in quindici riprese con decisione contrastata. Nel 1996, la rivista Ring Magazine ha incluso tale incontro al 46º posto nella lista dei 100 più grandi combattimenti di tutti i tempi. Nel 1987 perse la rivincita con Holyfield per KO al quarto round in un combattimento valido anche per il titolo mondiale IBF, di cui nel frattempo il suo avversario si era impossessato.
Nel 1988 Qawi tentò di salire nuovamente di categoria ma fu sconfitto per KO al settimo round dal grande George Foreman, più alto di ben ventisette cm. Una volta lasciato vacante il titolo dei massimi leggeri da parte di Holyfield, Qawi tentò di riconquistare il titolo WBA ma, il 27 novembre 1989, perse da Robert Daniels ancora una volta con decisione contrastata.
Qawi ritirò nel 1999 all'età di 46 anni, con un record di 41 vittorie, 11 sconfitte e un pareggio, con 25 vittorie prima del limite.  Successivamente rimase nell'ambiente della boxe come allenatore. Nel 1998 iniziò a lavorare al Lighthouse di Mays Landing, nel New Jersey, un centro di riabilitazione dalla droga e dall'alcol.

### Caratteristiche tecniche
Di statura molto più bassa di un normale mediomassimo o massimo-leggero, lo stile di Qawi era più spesso paragonato a quello di Joe Frazier. Da professionista, infatti, si allenava nella palestra di Frazier a Philadelphia. La International Boxing Hall of Fame lo ha riconosciuto fra i più grandi pugili di ogni tempo. La rivista The Ring lo ha collocato al 2º posto tra i pesi massimi-leggeri e al 15º posto tra i mediomassimi nelle proprie classifiche dei migliori pugili della storia del pugilato.